# LMO3
LMO3 (англ. LIM domain only 3) – білок, який кодується однойменним геном, розташованим у людей на короткому плечі 12-ї хромосоми. Довжина поліпептидного ланцюга білка становить 145 амінокислот, а молекулярна маса — 16 594.
| 10         |  | 20         |  | 30         |  | 40         |  | 50         |
| ---------- |  | ---------- |  | ---------- |  | ---------- |  | ---------- |
| MLSVQPDTKP |  | KGCAGCNRKI |  | KDRYLLKALD |  | KYWHEDCLKC |  | ACCDCRLGEV |
| GSTLYTKANL |  | ILCRRDYLRL |  | FGVTGNCAAC |  | SKLIPAFEMV |  | MRAKDNVYHL |
| DCFACQLCNQ |  | RFCVGDKFFL |  | KNNMILCQTD |  | YEEGLMKEGY |  | APQVR      |

A: Аланін

C: Цистеїн

D: Аспарагінова кислота

E: Глутамінова кислота

F: Фенілаланін

G: Гліцин

H: Гістидин

I: Ізолейцин

K: Лізин

L: Лейцин

M: Метіонін

N: Аспарагін

P: Пролін

Q: Глутамін

R: Аргінін

S: Серин

T: Треонін

V: Валін

W: Триптофан

Задіяний у таких біологічних процесах, як транскрипція, регуляція транскрипції, альтернативний сплайсинг. 
Білок має сайт для зв'язування з іонами металів, іоном цинку. 